# Elin Svensson
Elin Maria Svensson, född 5 oktober 1860 i Stockholm, död 18 november 1947 på samma ort, var en svensk skådespelerska, teaterpedagog och grundare av Elin Svenssons teaterskola i Stockholm.
Hon var elev vid Wallinska skolan 1876–1877. Hon var elevskådespelare vid Nya teatern i Stockholm hösten 1877–1879, och engagerad vid William Åbjörnssons teatersällskap 1879–1880, och vid Stora teatern 1880–1881. Hon grundade Elin Svenssons teaterskola i Stockholm 1900.
Elin Svensson är begravd på Täby kyrkogård.

## Filmografi
- 1931 – Flickan från Värmland